# Essen (stacja kolejowa)
Essen (nid: Station Essen) – stacja kolejowa w Essen, w prowincji Antwerpia, w Belgii. Znajduje się na linii Antwerpia - Rotterdam. 

## Linie kolejowe
- Linia 12 Antwerpia – Lage Zwaluwe

## Połączenia
W tygodniu
| Typ pociągu | Trasa                                   | Częstotliwość |
| ----------- | --------------------------------------- | ------------- |
| IC          | Bruxelles Midi - Antwerpia - Roosendaal | 1x/h          |
| L           | Puurs - Antwerpia - Roosendaal          | 1x/h          |

Weekendowe
| Typ pociągu | Trasa                            | Częstotliwość         |
| ----------- | -------------------------------- | --------------------- |
| L           | Lokeren - Antwerpia - Roosendaal | 1x/h                  |
| L           | Essen - Antwerpia - Heverlee     | w niedzielne wieczory |